# Олексій Манвелов
Олексій (Алексєй) Манвелов (швед. Alexej Manvelov; нар. 31 березня 1982, Москва, РРФСР, СРСР) — шведський теле- та кіноактор курдського та російського походження.

## Раннє життя
Народився в Москві у сім'ї росіянки та курда із Сирії. Він ріс в Естерйотланді у Швеції, жив у Люнгсбро та Лінчепінзі. Він працював у будівельній галузі, перш ніж переїхати до Стокгольма, щоб здійснити свою мрію — стати актором.

## Кар'єра
Зіграв Давора, ватажка хорватської банди, у шведському телесеріалі 2017 року «Перш ніж ми помремо». Привернув увагу продюсерки Маріанни Норденберг завдяки своїй попередній ролі у шведському серіалі «Арне Даль: Похоронна меса». Він також з'явився у шведському серіалі «Таємниці Сільверхейда» та у ролі Тедді у серіалі «Топ Дог» 2020 року. Манвелов зіграв головну роль у шведському фільмі 2023 року «Півтора дня».
Він зіграв ролі в історичних англомовних серіалах «Чорнобиль» та «Джек Раян», а також у фільмі «Підрядник». Він зіграв головну роль у шотландському кримінальному телесеріалі 2025 року «Відділ нерозкритих справ», де зіграв персонажа Акрама Саліма.

## Фільмографія

### Кіно
| Рік  |    | Українська назва                                              | Оригінальна назва                                      | Роль                                          |
| ---- | -- | ------------------------------------------------------------- | ------------------------------------------------------ | --------------------------------------------- |
| 2009 | ф  | Йохан Фальк – Лео Гаут                                        | швед. Johan Falk – Leo Gaut                            | швед. Skurk #1                                |
| 2012 | ф  | Секс-студія                                                   | швед. Studio Sex                                       | Сандро / швед. Sandro                         |
| 2013 | вг | Payday 2                                                      | англ. Payday 2                                         | Сокол / англ. Sokol                           |
| 2014 | ф  | Томмі                                                         | швед. Tommy                                            | Матте / швед. Matte                           |
| 2017 | ф  | Гарден-стріт                                                  | швед. Trädgårdsgatan                                   | Карл / швед. Karl                             |
| 2018 | ф  | В ім'я порятунку                                              | швед. Den blomstertid nu kommer                        | Толен / швед. Tholén                          |
| 2018 | ф  | Рожеві хмари                                                  | швед. Rosa moln                                        | Андреас / швед. Andreas                       |
| 2020 | ф  | Детективне агентство Лассе-Майї – Таємниця розбійника поїздів | швед. Lasse-Majas detektivbyrå – Tågrånarens hemlighet | Фердинанд Франссон / швед. Ferdinand Fransson |
| 2022 | ф  | Підрядник                                                     | англ. The Contractor                                   | англ. Asset                                   |
| 2023 | ф  | Півтора дня                                                   | швед. En dag och en halv                               | Артан / швед. Artan                           |

### Телебачення
| Рік       |   | Українська назва          | Оригінальна назва           | Роль                                               |
| --------- | - | ------------------------- | --------------------------- | -------------------------------------------------- |
| 2013—2013 | с | Інкогніто                 | швед. Inkognito             | швед. Truckföraren                                 |
| 2015—2015 | с | Арне Даль: Похоронна меса | швед. Arne Dahl: Dödsmässa  | Михайло Боткін / швед. Michail Botkin (2 серії)    |
| 2015—2015 | с | Комісар Бек               | швед. Martin Beck           | Джаміль / швед. Jamil (1 серія)                    |
| 2015—2020 | с | Окуповані                 | норв. Okkupert              | Микола / норв. Nikolaj (16 серій)                  |
| 2017—2019 | с | Перш ніж ми помремо       | швед. Innan vi dör          | Давор / швед. Davor (14 серій)                     |
| 2017—2017 | с | Таємниці Сільверхейда     | швед. Jordskott             | Доктор Паркер / швед. Dr. Parker (8 серій)         |
| 2018—2018 | с | Детектив, що вмирає       | швед. Den döende detektiven | Макс / швед. Max (3 серії)                         |
| 2018—2018 | с | Стокгольмський реквієм    | швед. Sthlm Rekviem         | Педер Рідх / швед. Peder Rydh (10 серій)           |
| 2019—2019 | с | Чорнобиль                 | англ. Chernobyl             | Гаро / англ. Garo (1 серія)                        |
| 2020—2023 | с | Топ Дог                   | швед. Top Dog               | Тедді Максумич / швед. Teddy Maksumic (14 серій)   |
| 2020—2020 | с | Під прикриттям            | нід. Undercover             | Віктор Більзарян / нід. Victor Bilzarian (3 серії) |
| 2022—2022 | с | Джек Раян                 | англ. Jack Ryan             | Олексій Петров / англ. Alexei Petrov (8 серій)     |
| 2025—2025 | с | Відділ нерозкритих справ  | англ. Dept. Q               | Акрам Салім / англ. Akram Salim (9 серій)          |